# Osek Hilja
Pour les articles homonymes, voir Osek.
Osek Hylë en albanais et Osek Hilja en serbe latin (en serbe cyrillique : Осек Хиља) est une localité du Kosovo située dans la commune/municipalité de Gjakovë/Đakovica, district de Gjakovë/Đakovica (Kosovo) ou de Pejë/Peć (Serbie). Selon le recensement kosovar de 2011, elle compte 1 151 habitants.

## Histoire
Dans le village se trouve la tombe d'Ali Ibra, qui date du XIXe siècle ; elle est proposée pour une inscription sur la liste des monuments culturels du Kosovo.

## Démographie

### Évolution historique de la population dans la localité
| 1948 | 1953 | 1961 | 1971 | 1981 | 1991 | 2011  |
| ---- | ---- | ---- | ---- | ---- | ---- | ----- |
| 247  | 250  | 348  | 465  | 668  | 826  | 1 151 |

|  |

### Répartition de la population par nationalités (2011)
En 2011, les Albanais représentaient 98,17 % de la population.